# Patrick Englund
Patrick Englund (* 28. Dezember 1965 in Uppsala) ist ein ehemaliger schwedischer Fußballspieler und -trainer. Mittlerweile ist der Abwehr- und Mittelfeldspieler, der im Laufe seiner Karriere in Schweden und der Schweiz spielte, als Spieleragent tätig.

## Werdegang

### Karrierestart in Schweden und Wechsel in die Schweiz
Englund begann mit dem Fußballspielen bei Slätta SK. Vor der Erstliga-Spielzeit 1985 wechselte er zu IK Brage in die Allsvenskan. In den folgenden dreieinhalb Jahren spielte er für den Klub in Schwedens höchster Spielklasse und verpasste mit der Mannschaft in der Spielzeit 1987 lediglich aufgrund des schlechteren Torverhältnisses gegenüber dem punktgleichen Konkurrenten Östers IF als Tabellenfünfter die Meisterschaftsendrunde.
Im Sommer 1988 verließ Englund sein Heimatland und schloss sich dem Schweizer Klub FC Lugano an. Mit der Mannschaft trat er bis 1995 in der Nationalliga A an, einzig unterbrochen 1991/92 durch eine Saison bei AC Bellinzona in der Nationalliga B. 1993 gewann er mit dem FC Lugano seinen ersten Titel, als der Klub das Finale des Schweizer Pokalwettbewerbs durch einen 4:1-Sieg gegen Grasshopper Club Zürich für sich entschied.

### Rückkehr nach Schweden und Titelgewinne
Im Juli 1995 kehrte Englund nach Schweden zurück und unterschrieb einen Vertrag bei AIK. Beim Verein aus Solna etablierte er sich anfangs als Stammspieler und zog mit der Mannschaft im Sommer 1996 ins schwedische Pokalfinale gegen Malmö FF ein, das durch ein Tor von Pascal Simpson mit einem 1:0-Erfolg gewonnen wurde. Aufgrund diverser Verletzungen fiel er in der Folge immer wieder aus. Daher konnte er bei der Titelverteidigung des Pokals im folgenden Jahr durch einen 2:1-Endspielsieg gegen IF Elfsborg nicht mitwirken. In der Spielzeit 1998 kehrte er unter Trainer Stuart Baxter als Stammspieler auf den Fußballplatz zurück. In 20 Ligaspielen, in denen er ein Tor erzielen konnte, trug er zum Gewinn des Von-Rosens-Pokal für den schwedischen Landesmeister an der Seite von Nebojša Novaković, Michael Brundin, Johan Mjällby, Mike Kjølø und Thomas Lagerlöf bei. Im folgenden Jahr stand er verletzungsbedingt erneut nur teilweise auf dem Spielfeld. Dennoch kam er in den beiden Endspielen gegen IFK Göteborg zum Einsatz und erzielte beim 1:0-Hinspielsieg den spielentscheidenden Treffer, der nach dem 0:0-Unentschieden im Rückspiel den Titelgewinn bedeutete. Nach Ende der Spielzeit beendete er aufgrund andauernder Verletzungsprobleme seine aktive Laufbahn.

### Nach der aktiven Karriere
Nach seinem Karriereende arbeitete Englund zunächst als Spieleragent und TV-Kommentator. Im Herbst 2002 und 2003 sprang er jeweils kurzzeitig bei seinem Heimatverein Slätta SK als Trainer ein. Im Januar 2004 kehrte er als Assistenztrainer des Engländers Richard Money zu AIK zurück und unterschrieb bei seiner letzten Spielstation einen Zwei-Jahres-Kontrakt. Nach Differenzen über das zu spielende Spielsystem legte Money Anfang April des Jahres sein Traineramt nieder und Englund übernahm zusammen mit Novaković als Assistenten den Trainerposten. In der Spielzeit 2004 blieb jedoch der Erfolg aus und er erreichte mit der Mannschaft lediglich einen Abstiegsplatz. Im November des Jahres entschied sich der Vereinsvorstand zur Trennung von Englund und AIK.
Nach seinem Abgang als Trainer nahm Englund seine Tätigkeit als FIFA-lizenzierter Spieleragent mit der Firma Incanto AB auf.

## Erfolge
- Schwedischer Landesmeister: 1998
- Schwedischer Pokalsieger: 1995/96, 1996/97 (ohne Finaleinsatz), 1998/99
- Schweizer Pokalsieger: 1992/93